# Брук, Джордж (заговорщик)
Джордж Брук (англ. George Brooke; 17 апреля 1568, Кобем-холл, Кент, Королевство Англия — 5 декабря 1603, Уинчестер, Гэмпшир, Королевство Англия) — английский аристократ, младший сын Уильяма Брука, 10-го барона Кобема. После восшествия на престол Якова I Стюарта примкнул к католическому заговору и был казнён.

## Биография
Джордж Брук принадлежал к знатному роду, представители которого владели обширными землями на юго-западе Англии и в Кенте и с первой половины XV века носили баронский титул. Он был младшим из четырёх сыновей Уильяма Брука, 10-го барона Кобема, и его жены Фрэнсис Ньютон. Джордж родился в 1568 году, в 1580 году поступил в Королевский колледж в Кембридже и в 1586 году окончил его со степенью магистра. Став пребендарием Йоркского собора, он рассчитывал получить под своё управление госпиталь Святого Креста под Уинчестером. Королева Елизавета I пообещала Бруку эту должность, но умерла до того, как вакансия освободилась. Новый король Яков I Стюарт назначил управляющим госпиталя своего приближённого Джеймса Хадсона (1603); это стало одной из причин неприязни Брука к новому режиму.
В том же году Джордж примкнул к католическому заговору, участники которого планировали захватить короля и принудить его подписать ряд законов, улучшающих положение рекузантов. Кроме того, заговорщики хотели обеспечить за собой ключевые должности в королевстве: так, Брук должен был стать лордом-казначеем. Властям стало известно об этих планах. В это же время появились данные (возможно, сфабрикованные) о ещё одном заговоре, с участием 11-го барона Кобема, брата Джорджа, и Уолтера Рэли. Все фигуранты были арестованы, следствие постаралось установить связи между двумя заговорами. Джордж заявил о своей невиновности, но в дальнейшем начал давать признательные показания. И его, и брата приговорили к смерти за измену.
По-видимому, Брук до конца надеялся добиться помилования с помощью Роберта Сесила, в прошлом мужа его сестры. Сохранилось отправленное из Тауэра письмо, в котором он спрашивает, чего может ожидать после многих полученных обещаний и после оказанных Сесилу услуг. Однако 5 декабря 1603 года смертный приговор был приведён в исполнение во дворе Уинчестерского замка. Брат Джорджа через пять дней тоже взошёл на эшафот, но получил отсрочку и в конце концов умер в тюрьме.

## Семья
Джордж Брук был женат на Элизабет Бург, дочери Томаса Бурга, 3-го барона Бурга, и Фрэнсис Воган. В этом браке родились сын Уильям и дочери Фрэнсис и Элизабет. Вдова Джорджа вступила во второй брак, с Фрэнсисом Ридом. Уильям впоследствии был восстановлен в правах на наследство Бруков, но баронский титул не получил, хотя 11-й барон не оставил сыновей.